# WWE SmackDown vs. RAW 2010 (Featuring ECW)
WWE SmackDown vs. RAW 2010 (Featuring ECW) là phiên bản mới nhất của dòng game đối kháng do WWE nắm bản quyền
SmackDown vs RAW (ft ECW) có thể chơi được trên một số hệ máy như: X360, PS3, PS2, Wii, PSP và DS

## Lối chơi

### Create Mode
Đối với mọi người chơi game thì ai cũng đã biết phần này nhưng mình sẽ trình bày sơ lược, Create Mode bao gồm các phần chính:
+Create New Superstar - tạo Superstar cho riêng mình
+Create Move-Superstar - hiệu chỉnh các đòn đánh của superstar
+Create Entrance - hiệu chỉnh cách thức và nhạc nền ra sân của superstar
+Create Finisher - tạo một đòn kết liễu cho riêng siêu sao của bạn
WWE SmackDown vs. RAW 2010 (Featuring ECW) sẽ mở rộng những tính năng mới cho phần Create Finisher là Create A Top Rope Finisher - có nghĩa ngoài việc tạo những tuyệt chiêu cận chiến như Power Bomb, Slam Side, Chokeslam... bạn sẽ còn tạo được những tuyệt chiêu xuất phát từ cột nhảy xuống như Swanton Bomb của Jeff Hardy, Frog splash của Eddie Guerrero, Five–Star Frog Splash của RVD...
Ngoài ra nâng thêm phần hấp dẫn, SvR2010ECW sẽ có thêm phần Story Designer - trong phần này mọi người có thể tạo một cốt truyện độc đáo cho Superstar của mình

### Game Mode
phần này sẽ giữ lại mục Road to WrestleMania với 6 cốt truyện của 6 đô vật, 1 cốt truyện của Diva Mickey James và cốt truyện của các CAW mà bạn tạo

## DANH SÁCH CÁC SIÊU SAO

#### RAW
Triple H
John Cena
Randy Orton
Kofi Kingston
Ted DiBiase Jr.
Cody Rhodes
Shawn Michaels
John Bradshaw Layfield
The Big Show
Evan Bourne
John Morrison
Santino Marella
Chris Jericho
Mr.Kennedy

#### SMACKDOWN!
Batista
Undertaker
Kane
Rey Mysterio
Montel Vontavious Porter (MVP)
Jeff Hardy
Matt Hardy
Edge
The Brian Kendrick
Dolph Ziggler
The Great Khali
Mike Knox
Umaga
Chavo Guerrero
The Miz
Finlay
Hornswoggle
Festus
Mark Henry
R-Truth

#### ECW
Vladimir Kozlov
William Regal
C.M Punk
Tommy Dreamer
Christian
Goldust
Jack Swagger

#### DIVAS
Kelly Kelly
Maria Kenellis
Beth Phoenix
Natalya Neidhard
Melina
Mickey James
Gail Kim
Michelle McCool

#### TAG-TEAM
The Hardyz
Brothers of Destruction
The Colons (Primo and Carlito)
Rated RKO
DeGenerationX
Dirt Sheet (Miz and Morrison)
Jesse and Festus
The Legacy
Cryme Tyme
Glamarella
Bella Twins

#### UNLOCK
"Stone Cold"Steve Austin
The Rock
Ted DiBiase Sr."Million Dollars Man"
Vince McMahon
Trish Stratus
Dusty Rhodes"The American Dream"
Green and Red (Dummies)
Ezekiel Jackson